# 道の駅イノブータンランド・すさみ
道の駅イノブータンランド・すさみ（みちのえき イノブータンランド・すさみ）は、和歌山県西牟婁郡すさみ町見老津にある国道42号の道の駅である。
名称はイノブータン王国（いわゆる「ミニ独立国」ブームの一環として活動）からで、1995年に道の駅に登録された。「王国」ということで当所内に観光施設「イノブータン城」が設置されていた。
2015年8月30日の紀勢自動車道延伸により利用客が激減し、2015年9月30日で売店を閉店、さらに2016年2月から「イノブータン城」を休業した。
2016年9月、観光施設は「すさみ町総合情報センター」として再開されたが、大王・王妃の人形は、同町内の道の駅すさみへ出張しており、特産品やグッズの販売は行われていない。

## 施設
- 駐車場
  - 普通車：10台
  - 大型車：5台
  - 身障者用駐車場：1台
- トイレ
  - 男：大・小6
  - 女：4
  - 身障者用：1
- 公衆電話
- すさみ町総合情報センター
  - 休憩コーナー
  - 情報コーナー
  - 観光案内コーナー
  - 枯木灘展望台

### 管理団体
すさみ町

## 休館日
- 年中無休

## アクセス
- 国道42号 - 登録路線

## 周辺
- 沖の黒島、陸の黒島
- 日本童謡の園
- すさみ海水浴場
- 広瀬渓谷、琴の滝